# デゼニワールド
『デゼニワールド』は、1986年にハドソンから発売されたコンピュータゲーム。デザイナーは岡本敏郎。

## 概要
198X年、オリンピックの誘致に敗れた名古屋では、デゼニランド以上の巨大遊園地をつくるべく、「デゼニワールド」（ディズニーワールドのパロディ）計画が立案・建設される。しかし、その裏では人工知能を持つスーパーコンピュータ「HAL3（ハルミ）」（『2001年宇宙の旅』に登場する「HAL 9000」のパロディ）が暴走し、これを食い止めるために「デゼニマン」が立ち上がる、というストーリー。
同社による『デゼニランド』の続編にあたり、中本伸一と竹部隆司によるこれらの本作品は『デゼニランド』、『サラダの国のトマト姫』と併せてハドソンソフトのアドベンチャー3部作と称されることがある。
本作品の主人公「デゼニマン」は高橋利幸がモデルと謂われることが多いが、実際は岡本敏郎がハドソン入社前に所属し、ハドソンに営業として出入りしていた関連会社の社長である。
当作品は1984年に雑誌広告にて発表されてから、実際に発売されるまでおよそ2年が経過するという経緯を持つ。パッケージにはサントラのカセットテープが付属していた。

## ゲーム内容
コマンド入力型のアドベンチャーゲーム。
画面表示は『デゼニランド』、『サラダの国のトマト姫』同様、ライン&ペイントによる画面描画の方式をとっている。全体的には謎解きよりもストーリーやパロディ、ギャグを楽しむような趣向になっている。
ゲーム中は『サラダの国のトマト姫』に登場したパンプキン大王も登場する。『スーパーマン』、『ウルトラマン』、『バットマン』、『ゴルゴ13』を思わせる、多くのキャラクターがパロディとして登場する。

## その他
ファミリーコンピュータ版『ボンバーマン』の2000万点ボーナス隠しキャラは、本作品のデゼニマンである。